# 79
Năm 79 là một năm trong lịch Julius. 

## Sự kiện
- 24 tháng 8: Thành phố Pompeii, Herculaneum, Stabiae, và Oplontis bị phá hủy bởi núi lửa Vesuvius, ngọn núi lửa tầng nằm. Không một ai sống sót trong thảm họa này.